# Kalbling (Karlstetten)
Der Kalbling ist eine Anhöhe an der nordwestlichen Grenze der Stadt St. Pölten zu Karlstetten im Niederösterreichischen Alpenvorland.

## Geographie
Der Kalbling ist eine bewaldete Kuppe der Pielach-Traisen-Platte, der Geländeschwelle, die sich von den Voralpen der Türnitzer Alpen zwischen Pielach-Niederung und Unterem Traisental in Richtung Donau zum Dunkelsteiner Wald zieht. Er erhebt sich knapp 50 Meter aus dieser Hochfläche.
Der Berg liegt zwischen Weitern (Stadtteil Viehofen) im Osten, Waitzendorf (Stadtteil St. Pölten) im Südwesten, Wernersdorf (Gemeinde Neidling) im Westen und Obermamau (Gemeinde Karlstetten) im Norden. Direkt am Berg verläuft die Karlstettner Straße/L162 von Kupferbrunn herauf nach Karlstetten.
Nördlich geht die Fladnitz zur Donau, östlich der Bach von Weitern zur Fladnitz, südwestlich der Waitzendorfer Graben, der über Moosbach – Kremnitzbach zur Pielach entwässert.

## Erschließung
Am Berg befinden sich zwei Hochwasserbehälter der Stadt. Die Anlage wurden 1997 vom St. Pöltner Wasserwerk errichtet.
Die Hochbehälteranlage besteht aus zwei Behältern mit 5000 m³ und 3000 m³ Volumen, und Pumphaus mit UV-Anlage. Der größere Behälter versorgt zusammen mit der Hochbehälteranlage in Völtendorf die Kernzone, der kleinere die Hochzone West, das umfasst die Stadtteile Eisberg, Kupferbrunn, Weidern, Ragelsdorf, Hafing, Nadelbach und Pummersdorf und Teile der Gemeinde Karlstetten.